# Natural: World Premiere Album
Natural: World Premiere Album (deutsch Natürlich: Weltpremieren Album; Eigenschreibweise: NATURAL -World Premiere Album-) ist das erste englischsprachige Studioalbum der japanischen Sängerin Crystal Kay. Das Album wurde am 17. Dezember 2003 in Japan veröffentlicht und debütierte in der ersten Woche auf Platz 34 in den Oricon-Charts in Japan.

## Details zum Album
Das Album Natural: World Premiere Album ist Kay's erstes englischsprachiges Studioalbum und wurde nur in Japan veröffentlicht. Obwohl das Album ein amerikanisches Thema hatte, war das Album in den USA nur durch Importe erhältlich. Das Album verfügt über Cover und eigene Lieder, das Lied Fly Away hatte sie 1999 auf ihrer Debüt-Single Eternal Memories als B-Seite veröffentlicht und auch das Lied Good Morning Sue hatte sie 1999 auf ihrer dritten Single Komichi no Hana (こみちの花) als B-Seite veröffentlicht. Das Lied I'm Not Alone hatte sie vorher auf ihrem Studioalbum 4 Real als vierten Titel in japanischer Version veröffentlicht. Auch Can't Be Stopped: Til the Sun Comes Up wurde vorher als 13. Single, in japanischer Sprache, unter dem Namen Can't Be Stopped, im November 2003, veröffentlicht. Dazu findet man sechs Cover.
Um für das Album zu werben, veröffentlichte man die englischsprachige Version zu Can't Be Stopped, welche nun Can't Be Stopped: Til the Sun Comes Up hieß, als Musikvideo. Das Musikvideo findet sich als Bonus auf der DVD und UMD zu CK99-04 Music Clips.
In einigen Teilen Asiens, wie beispielsweise in Südkorea, wurde das Album mit dem Titel Crystal Kay: Can't Be Stopped vermarktet.
- Katalognummer: ESCL-2480[9]

## Titelliste
| #   | Titel                                               | Länge |
| --- | --------------------------------------------------- | ----- |
| 1.  | Can't Be Stopped: Til the Sun Comes Up              | 4:28  |
| 2.  | Boyfriend: What Makes Me Fall in Love               | 4:56  |
| 3.  | Time After Time (gecovert von Cyndi Lauper)         | 4:04  |
| 4.  | Make Me Whole (gecovert von Amel Larrieux)          | 5:40  |
| 5.  | Good Morning Sue                                    | 2:01  |
| 6.  | Love of a Lifetime (gecovert von Honeyz)            | 3:57  |
| 7.  | I'm Not Alone                                       | 5:20  |
| 8.  | Couldn't Care Less                                  | 3:48  |
| 9.  | Over the Rainbow (gecovert von Judy Garland)        | 3:56  |
| 10. | Fly Away                                            | 4:58  |
| 11. | Liberty (gecovert von Masayuki Suzuki)              | 5:22  |
| 12. | No More Blue Christmas' (gecovert von Natalie Cole) | 4:31  |

## Charts und Verkaufszahlen
| Charts              | Erste Woche | Insgesamt | Oricon-Charts           | Charts-Aufenthalt |
| ------------------- | ----------- | --------- | ----------------------- | ----------------- |
| Oricon Album-Charts |             | 30.075    | 34 (wöchentlicher Rang) | Neun Wochen       |